# ديك ويلر
ديك ويلر (بالإنجليزية: Dick Wheeler)‏ هو لاعب كرة قاعدة أمريكي، ولد في 14 يناير 1898 في كين في الولايات المتحدة، وتوفي في 12 فبراير 1962 في ليكسينغتون في الولايات المتحدة.